# Xã Strasburg, Quận Lancaster, Pennsylvania
Xã Strasburg (tiếng Anh: Strasburg Township) là một xã thuộc quận Lancaster, tiểu bang Pennsylvania, Hoa Kỳ. Năm 2010, dân số của xã này là 4.182 người.